# Раківка (притока Бобрика)
Раківка (пол. Rakówka) — річка в південній Польщі, у Сілезькому воєводстві. Права притока Бобрика (басейн Балтійського моря).

## Опис
Довжина річки приблизно 4,62 км, найкоротша відстань між витоком і гирлом — 3,76 км, коефіцієнт звивистості річки — 1,23. Формується багатьма безіменним струмками і частково каналізована.

## Розташування
Бере початок у Стжемєшице Малому (міський район Домброви-Гурничої). Тече переважно на південний захід і в Пжелайка впадає у річку Бобрик, праву притоку Білої Пшемши.